# Legión Armenia
El 812.° Batallón Armenio (en alemán: Armenische Legion, en armenio: Հայկական լեգիոն, en español, Legión Haykakan), también conocida como la Legión Armenia, era una unidad militar en el Ejército alemán durante la Segunda Guerra Mundial. Compuesta principalmente por voluntarios armenios soviéticos y prisioneros por los alemanes. La legión fue comandada por el general armenio Drastamat Kanayan.

## Historia

### Formación
La efímera República de Armenia, establecida en 1918, fue conquistada por los bolcheviques rusos en 1920 e incorporada poco después a la Unión Soviética. Esto fue algo con lo que los miembros del partido político de la Federación Revolucionaria Armenia (ARF; Dashnaks) nunca se reconciliaron, ya que muchos de ellos fueron encarcelados, asesinados o expulsados por las autoridades soviéticas tras la toma de posesión soviética. 
En 1942, para luchar contra la política antiarmenia de Turquía, varios Dashnaks entraron en negociaciones con Berlín y aceptaron a regañadientes participar en la formación de una legión militar. Sin embargo, este fue un movimiento que fue oficialmente repudiado por los órganos del partido ARF.
La mayoría de los soldados de la legión del 812.° Batallón provenían de las filas del Ejército Rojo, prisioneros de guerra que habían optado por luchar por el Ejército alemán en lugar de enfrentar las condiciones brutales de los campos de prisioneros de guerra alemanes, aunque algunos de veteranos armenios que habían escapado a los Estados Unidos después de la Primera Guerra Mundial también regresaron a Europa para unirse a él. El comando de la unidad se le dio a un ex Ministro de Defensa de Armenia, el General Drastamat Kanayan (Dro). Kanayan estaba entre la minoría de la legión que se ofreció como voluntario, con la esperanza de liberar a la Armenia soviética del control de Moscú.
El erudito francés en genocidio Yves Ternon, que estudió el batallón, sugiere que si bien no hubo inclinaciones fascistas "sustanciales" entre los armenios en general, Kanayan fue una excepción. Ternon caracterizó a Dro como posesivo de una sustancial "desviación fascista".

### Servicio
Durante el período de servicio activo, el 812º Batallón participó en la ocupación de la Península de Crimea y el Cáucaso del Norte. Una unidad que comprendía una parte de la Legión Armenia, era el 4º Batallón del 918 ° Regimiento de Granaderos, 242 División de Infantería, una de las pocas unidades de la Legión Oriental en recibir insignias alemanas después del 18 de marzo de 1944. El batallón participó en la infructuosa defensa de Toulon.
Al final de la guerra, la moral entre los hombres de la unidad comenzó a colapsar, muchos en la legión desertaron o desertaron. Hans Houterman informó que, en un caso, un batallón en los Países Bajos, donde estaba estacionada la legión, incluso se rebeló. Muchos hombres se rindieron a lasfuerzas aliadas occidentales. Si no fueron detenidos por ellos, fueron entregados a las autoridades soviéticas que, de acuerdo con una orden proclamada por Iódisf Stalin, los enviaron a campamentos en Siberia como castigo por rendirse a las fuerzas del Eje y "permitirse ser capturados", sufrió un destino por casi todos los ex prisioneros soviéticos de la guerra.  
Varios armenios prisioneros de guerra del ejército rojo judío fueron salvados por algunos armenios en la Legión y hubo varios casos de judíos enviados al batallón para evadir la detección por parte de los nazis. Josef Moisevich Kogan, un soldado del Ejército Rojo capturado por los alemanes, por ejemplo, declaró que recibió ayuda de un médico armenio en el 812.° Batallón cuando fue infiltrado en el propio batallón, y luego escapó con la ayuda del subsuelo holandés. Otros ejemplos incluyeron judíos enviados al batallón para evadir la detección por parte de los nazis.

## Otros batallones de infantería armenios
Hubo una serie de otras unidades en las que los armenios también sirvieron aparte del 812.° Batallón, su número total, según Joris Versteeg, llegó a 33.000.  De estos, 14.000 fueron colocados en batallones de campo, mientras que otros 7.000 sirvieron en unidades logísticas y otras unidades que no son de combate. Ailsby pone el número de armenios en "las legiones y batallones de reemplazo" más cerca de 11.600.  Las otras unidades incluyen: 
808º Batallón
- Formado en julio de 1942 en Polonia. Consistió en 916 armenios y 41 alemanes. Participó en las batallas en el área de Tuapse. En octubre de 1942, el batallón fue desarmado y reformado para la construcción de carreteras.

809.º Batallón "Zeytun"
- Formado el 29 de agosto de 1942 en Polonia. Consistió en 913 armenios y 45 alemanes. Parte del 128.º Regimiento de Granaderos, 48.ª División de Infantería. El comandante era Hermann Becker. El 18 de noviembre de 1942, fue enviado a unirse a las operaciones en el Cáucaso. Participó en las batallas en las áreas de Nalchik, Mozdok, Kuban y la Batalla de la Península de Kerch. Más tarde sirvió en los Países Bajos, y el 16 de octubre de 1943 el batallón llegó a Bélgica.

Del 29 de noviembre al 20 de diciembre de 1943, el batallón realizó ejercicios de entrenamiento en el campo de entrenamiento en Sissonne. El 8 de enero de 1944, se trasladó a South Beveland y ocupó una línea defensiva para la defensa del Muro Atlántico. A principios de febrero de 1944, el número de todo el personal era de 844, compuesto por 792 armenios.
El batallón fue transferido a Normandía en agosto de 1944, donde como resultado de la Operación Aliada Overlord dejó de existir debido a las grandes pérdidas.
810º Batallón
- Formado en 1942 en Polonia.

812º Batallón de Ingeniería
- Comenzó su organización el 25 de noviembre de 1942 y finalmente se formó el 1 de febrero de 1943 en la ciudad de Puławy, Polonia. El servicio de batallón en la ciudad polaca de Radom. Se trasladó el 10 de marzo de 1943 a los Países Bajos para fortalecer la capacidad de defensa del Muro Atlántico y se colocó cerca de la ciudad de Bergen op Zoom. El batallón tenía su propio sacerdote y la capacidad de realizar actividades religiosas. Estrictamente de acuerdo con el calendario armenio, el batallón observó que se celebraban fiestas cristianas y bautizos.

813º Batallón
- Formado en febrero de 1943 en Polonia. Servido en la protección del Muro Atlántico.

814º Batallón
- Formado en el verano de 1943 en Polonia.

815º Batallón
- Formado en agosto de 1943 en Polonia.

816º Batallón
- Formado a finales de 1943 en Polonia.

I/125 Batallón
- Formado en febrero de 1943 en Ucrania. Fue transferido al Frente Occidental para defender el sur de Francia, ubicado a 30 kilómetros al norte de la ciudad de Marsella, cerca de la ciudad de Aix-en-Provence.

I/198 Batallón
- Formado en septiembre de 1942 en Ucrania. Fue transferido al Frente Occidental para defender el sur de Francia, ubicado en el suroeste de Toulon.

II/9 Batallón
- Formado en septiembre de 1942 en Ucrania. Fue transferido al Frente Occidental para defender el sur de Francia, ubicado en la pequeña ciudad de Hyères, en dirección a Saint-Tropez por la costa.

## Otras lecturas
- Thomassian, Levon. Verano del '42: un estudio de las relaciones germano-armenias durante la Segunda Guerra Mundial . Atglen, PA: Historia militar de Schiffer, 2012.
- Batallón Zaytun

- Datos: Q2472175
- Multimedia: Armenian Legion (1942–1944) / Q2472175